# Gemini Air Cargo

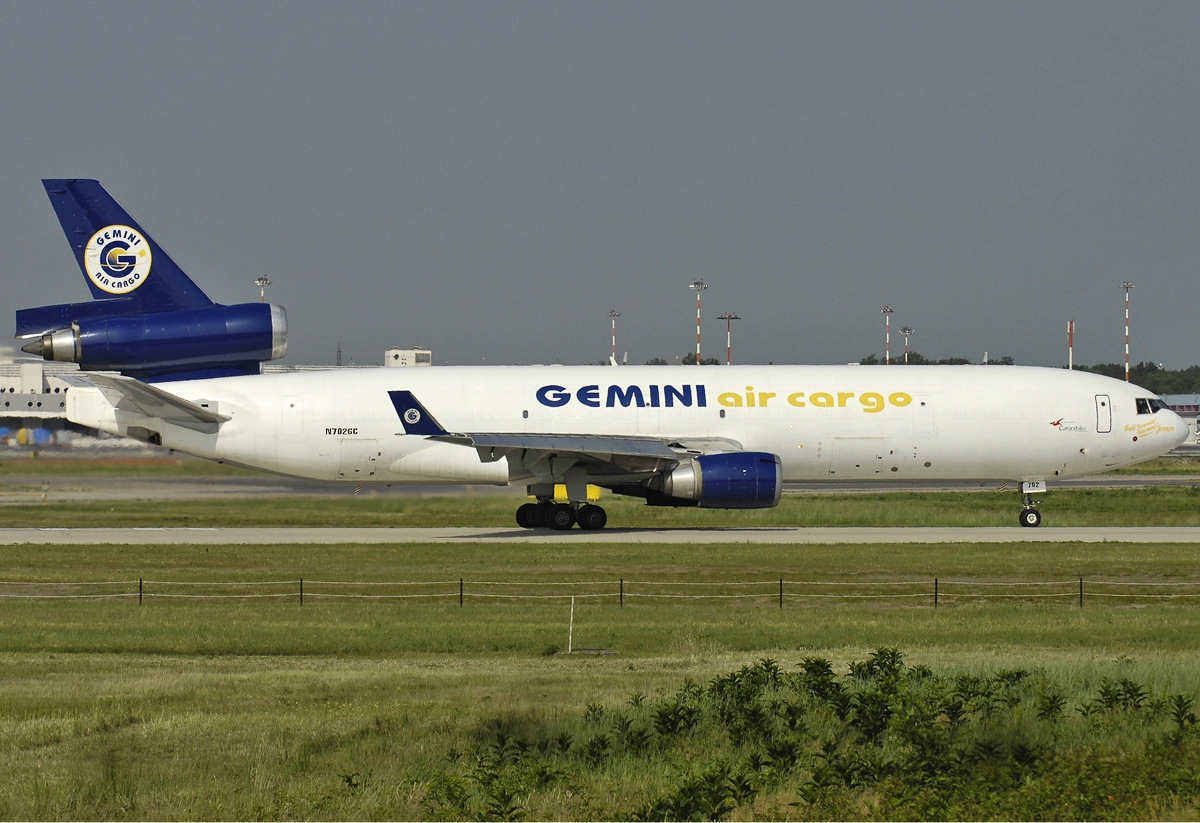
McDonnell Douglas MD-11F авиакомпании Gemini Air Cargo, 2007 год

Gemini Air Cargo — упразднённая грузовая авиакомпания США со штаб-квартирой в Даллесе (Виргиния), работавшая на внутренних и международных дальнемагистральных маршрутах с 1995 по 2008 годы.
В качестве базовых аэропортов авиакомпания использовала международный аэропорт Майами и международный аэропорт имени Джона Кеннеди в Нью-Йорке.

## История
Авиакомпания была основана Уильямом Стокбриджем в декабре 1995 года при финансовой поддержке корпораций Lehman Brothers и Green Tree Capital. На начальном этапе деятельности Gemini Air Cargo работала на взятом в лизинг у немецкой Lufthansa самолёте DC-10-30F, который был переоборудован из пассажирского в грузовой вариант итальянской компанией Aeronavali. До получения в октябре 1996 года собственного сертификата эксплуатанта Part 121, компания использовала на своих рейсах экипажи другого американского авиаперевозчика Sun Country Airlines.
В июле 1999 года Gemini Air Cargo была выкуплена инвестиционным холдингом Carlyle Group. В августе 2006 года авиакомпания вышла из состояния банкротства с передачей части активов в собственность финансовой группы Bayside Capital, предрекавшей авиакомпании дальнейший рост в следующие два десятилетия в связи с быстроразвивающимся грузовым сектором коммерческих авиаперевозок.
Тем не менее, в начале лета 2008 года Gemini Air Cargo снова объявила о банкротстве в связи с резким ростом цен на топливо и мировым экономическим кризисом 2008 года.
12 августа 2008 года авиакомпания оставила операционную деятельность и в следующем месяце заявила о собственной ликвидации.

## Флот
Авиакомпания Gemini Air Cargo эксплуатировала следующие воздушные суда:
- McDonnell Douglas MD-11F — 4 ед.
- McDonnell Douglas DC-10-30F — 9 ед.